# Jean Taris
Jean Charles Émile Taris (Versailles, 6 juli 1909 – Grasse, 10 januari 1977) was een Frans zwemmer. Taris vertegenwoordigde zijn vaderland op de Olympische Zomerspelen van 1928, 1932 en 1936. Hij won bij de Spelen van Los Angeles de zilveren medaille.

## Biografie
De in 1909 in Versailles geboren Taris behoorde in de jaren dertig van de 20e eeuw tot de internationale zwemtop. Hij nam in 1928 voor het eerst deel aan de Olympische Zomerspelen, maar werd voor beide afstanden waar hij aan meedeed (de 4x200 meter vrije slag en de 1500 meter vrije slag) in de series uitgeschakeld. Vier jaar later, bij de Spelen van Los Angeles, was hij succesvoller: hij won, op 0,1 seconde achter de Amerikaan Buster Crabbe, de zilveren medaille bij de 400 meter vrije slag en finishte als zesde bij de 1500 meter vrije slag. In 1936 werd hij vierde bij de 4x200 meter vrije slag en zesde bij de 400 meter vrije slag.
Taris nam driemaal deel aan de Europese kampioenschappen. Bij de EK 1931 veroverde hij (op 0,2 seconde achter de winnaar István Bárány) het zilver bij de 400 meter vrije slag en in 1934 won hij twee gouden medailles bij de 400 meter en de 1500 meter vrije slag. Tussen 1930 en 1932 zette Taris zeven wereldrecords en negen Europese records op zijn naam. Daarnaast wist hij 49 nationale records bij elkaar te zwemmen en won hij 34 nationale zwemtitels. Van 1929 tot 1945 was hij onafgebroken de Franse recordhouder op de 100 meter vrije slag. Hij was tevens de eerste Fransman die deze afstand onder de minuut wist te zwemmen. Verder won Taris ook viermaal de 8 kilometer lange zwemwedstrijd over de rivier de Seine.
In 1931 maakte de Franse regisseur Jean Vigo de negen minuten durende korte documentaire Taris, roi de l'eau over hem. Taris overleed in 1977. Hij werd vanwege zijn bijzondere prestaties in 1984 opgenomen in de International Swimming Hall of Fame.

## Erelijst
- Olympische Zomerspelen: 1x
- Europese kampioenschappen: 2x , 1x